# الکساندرا استرلیسکی
الکساندرا استرلیسکی (انگلیسی: Alexandra Stréliski؛ زادهٔ ۱۹۸۵ میلادی) نوازنده پیانو، موسیقی‌دان و آهنگساز لهستانی‌تبار اهل کانادا است. وی دانش‌آموختهٔ دانشگاه مونترآل و دانشگاه مک‌گیل است.
از فیلم‌ها یا مجموعه‌های تلویزیونی که وی در آن‌ها نقش داشته است، می‌توان به باشگاه خریداران دالاس، ویرانی، دروغ‌های کوچک بزرگ، چیزهای تیز و عزم راسخ ایرنا اشاره نمود.